# Збірна Англії з регбі
Збірна Англії з регбі — спортивна команда, яка представляє Англію в міжнародних змаганнях із регбі за правилами Регбійного союзу, чемпіон світу 2003 року. 
Головним щорічним змаганням, у якому бере участь збірна Англії, є Турнір шести націй. Збірна Англії вигравала цей турнір або його попередники 26 разів і 12 разів здійснювала великий шолом (станом на осінь 2011), що робить її найуспішнішою європейською командою.
Збірна Англії брала участь у всіх семи Кубках світу з регбі, і стала чемпіонкою у 2003 році.
Команда була заснована в 1871 році, коли взяла участь у першому тест-матчі проти збірної Шотландії, програвши 0-1 (за кількістю спроб).
Збірна Англії виступає у білій формі. Її емблемою є червона троянда. Домашні матчі команда проводить на стадіоні Твікенем у Лондоні.

## Виноски
1. ↑  Без п'яти виступів за Британських та ірландських левів.
2. ↑  Без врахування очок, набраних в іграх Британських та ірландських левів.
3. ↑  
Jonny Wilkinson OBE England Profile. england-rugby.com. 11 лютого 2008. Архів оригіналу за 15 липня 2013. Процитовано 15 лютого 2008.